# Erich Kruzycki
Erich Kruzycki (* 18. Februar 1911 in Danzig; † 28. August 1993 in Göttingen) war ein deutscher Leichtathlet, der 1951 Deutscher Meister im 10.000-Meter-Lauf wurde. 

## Karriere
Erich Kruzycki begann seine sportliche Laufbahn als Fußballer bei Preußen Danzig. Als Marineangehöriger gehörte er Sportvereinen in Wilhelmshaven an, für Frisia Wilhelmshaven war er in den 1930er Jahren als Langstreckenläufer aktiv. Nach der Rückkehr aus der Gefangenschaft nach dem Zweiten Weltkrieg startete er ab 1950 für den SC Victoria Hamburg. Über den SC Dahlhausen wechselte er dann nach Göttingen, wo er bei SC Göttingen 05 und bei der LG Göttingen als Seniorenleichtathlet erfolgreich war.
Während seiner erfolgreichen Zeit in der Aktivenklasse war Kruzycki bereits 40 Jahre alt und startete für den SC Victoria Hamburg. Er belegte 1951 den dritten Platz bei der Deutschen Meisterschaft im Waldlauf. In 31:45,2 min gewann er den Meistertitel 1951 über 10.000 Meter. Silvester 1951 startete Kruzycki bei der Corrida Internacional de São Silvestre, dem Silvesterlauf von São Paulo und gewann dieses Rennen als bis heute (Stand 2010) einziger deutscher Mann. 1952 belegte Kruzycki erneut den dritten Platz bei der Waldlaufmeisterschaft. Kruzycki fuhr zum Jahresende nach São Paulo, um seinen Titel zu verteidigen, musste aber wegen einer Angina auf seinen Start verzichten.
Für seinen sportlichen Erfolg beim Silverlauf von Sao Paulo 1951 wurde er am 22. Januar 1952 mit den Silbernen Lorbeerblatt ausgezeichnet.
1975 fuhr er auf Einladung des brasilianischen Leichtathletikverbandes erneut nach São Paulo und gewann die Wertung in seiner Altersklasse. 1977 in Göteborg gewann Kruzycki die Seniorenweltmeistertitel über 5000 und 10.000 Meter sowie im Crosslauf in der Einzel- und in der Mannschaftswertung. Zwei Jahre später bei den Seniorenweltmeisterschaften in Hannover verteidigte er seine vier Titel von Göteborg und siegte zusätzlich im 1500-Meter-Lauf.
Bei einer Körpergröße von 1,69 m betrug sein Wettkampfgewicht 55 kg.